# Utricularia lazulina
Utricularia lazulina — вид рослин із родини пухирникових (Lentibulariaceae).

## Біоморфологічна характеристика
Це невелика однорічна трав'яниста рослина. Ризоїди довжиною до 15 мм, товщиною ≈ 0.3 мм, звужуються до верхівки. Столони довжиною до 25 мм, товщиною ≈ 0.2 мм, малорозгалужені. Листові органи у довжину 2–10 мм. Пастки в діаметрі 0.7–2 мм, субкулясті, субдиморфні. Суцвіття у довжину 3.5–12 см, у товщину ≈ 0.5 мм, прямовисні. Квітки у довжину 7–11 мм. Частки чашечки трохи нерівні; верхня частка 2–3 × 1.7–2 мм (у плодах 3–3.75 × 2.5–3 мм), яйцювата, на верхівці гостра чи загострена; нижні частки 2.4–3 × 1.2–1.8 мм (у плодах 3.7–4 × 2–2.5 мм), від ланцетних до лінійно-яйцюватих, двозубчасті або рідко загострені на верхівці. Віночок від ясно-блакитного до фіолетового, рідше рожевий; шпора довжиною 5–7 мм, шилоподібна, вигнута, гостра на верхівці. Коробочка 2–3 × 1.5–2.5 мм, яйцювата. Насіння у довжину 0.2–0.35 мм, зворотно-яйцювате. Пилок 25 × 30 мкм. Період цвітіння й плодоношення: липень — вересень.

## Середовище проживання
Вид є ендеміком Західних Гатів, Індія.
Цей вид зустрічається в сезонно затоплених місцях, вологому ґрунті над латеритом і на вологих пасовищах. Він проростає відразу після дощу у вологих або заболочених місцях над латеритними скелями, луками і рідко на вкритих ґрунтом чорних валунах. Росте на висотах від 0 до 700 метрів.

## Використання
Про використання цього виду не повідомляється.